# Phytosciara coronula
Phytosciara coronula är en tvåvingeart som beskrevs av Pekka Vilkamaa och Heikki Hippa 1996. Phytosciara coronula ingår i släktet Phytosciara och familjen sorgmyggor. Inga underarter finns listade i Catalogue of Life.